# Darryl Bootland
Darryl Bootland (* 2. November 1981 in Schomberg, Ontario) ist ein kanadischer Eishockeystürmer. Er absolvierte für die Detroit Red Wings und die New York Islanders 32 Spiele in der National Hockey League (NHL) und spielte zuletzt bei den Orlando Solar Bears in der ECHL.

## Karriere
Darryl Bootland begann seine Karriere 1998 bei den Barrie Colts in der kanadischen Juniorenliga OHL, wurde aber noch in seinem ersten Jahr innerhalb der Liga zu den Toronto St. Michael’s Majors transferiert. In seiner zweiten Saison etablierte sich Bootland als einer der besten Spieler in Toronto mit 24 Toren und 30 Assists, jedoch konnten die Majors nicht mit der Ligakonkurrenz mithalten, gewannen nur 18 der 68 Spiele und belegten den vorletzten Platz in der Liga. Nach der Saison wurde Bootland in der achten Runde des NHL Entry Draft 2000 an Position 252 von der Colorado Avalanche ausgewählt.
2000/01 war eine deutlich bessere Saison für die Majors und sie erreichten auch dank der Hilfe von Darryl Bootland, der mit 65 Punkten in 56 Spielen zweitbester Scorer des Teams war, die Playoffs. Im Jahr darauf konnte er sogar mit den besten Spielern der Liga mithalten. Mit 41 Treffern belegte er in der Torjägerliste der OHL den zehnten Platz und mit seinen 97 Punkten war er sechstbester Scorer der Liga.
Colorado entschied sich jedoch dagegen Bootland einen NHL-Vertrag zu geben und so unterschrieb er im Sommer 2002 bei den Detroit Red Wings. Die Saison 2002/03 verbrachte er daraufhin hauptsächlich bei den Toledo Storm, dem ECHL-Farmteam der Red Wings, wo er überzeugen konnte und ihm der Sprung in die zweitklassige AHL zu den Grand Rapids Griffins, einem weiteren Farmteam von Detroit, gelang. In 54 Spielen erzielte er 2003/04 12 Tore für die Griffins und er wurde in den NHL-Kader der Detroit Red Wings berufen, für die er in derselben Spielzeit 22 Spiele bestritt und zweimal punkten konnte.
Die folgenden zwei Spielzeiten absolvierte er komplett in der AHL und konnte sich vor allem in der Saison 2005/06 mit 27 Toren und 29 Vorlagen deutlich verbessern. 2006/07 kam er dann schließlich zu weiteren sechs NHL-Einsätzen für die Red Wings, nach der Saison wurde sein Vertrag aber nicht mehr verlängert. Zum Zeitpunkt seines Abschieds war Bootland der Spieler der Griffins, der in ihrer AHL-Geschichte die meisten Spielen absolviert, die meisten Tore geschossen sowie den meisten Strafminuten erhalten hat.
Im Sommer 2007 erhielt Bootland einen Vertrag bei den New York Islanders, doch außer vier Einsätzen in der NHL kam er hauptsächlich für deren Farmteam, den Bridgeport Sound Tigers, zum Einsatz. Bereits im Januar 2008 wurde er zu den Anaheim Ducks transferiert und beendete die Saison bei den Portland Pirates in der AHL. Nach Abschluss der Saison hatte er in 63 Spielen nur vier Treffer und 13 Vorlagen zu verbuchen und blieb somit deutlich hinter den Leistungen der letzten Jahre zurück.
Nachdem ihn anfangs kein Team für die Saison 2008/09 unter Vertrag nehmen wollte, erhielt er schließlich kurz nach Saisonbeginn am 7. Oktober 2008 einen Probevertrag bei den Manitoba Moose aus der AHL über 25 Spiele. Bootland überzeugte zwar mit neun Scorerpunkten aus 14 Spielen, jedoch kam er aufgrund der großen Konkurrenz im Kader in elf der 25 Spiele nicht zum Einsatz. Als ihm Mitte Dezember 2008 eine Verlängerung des Probevertrags um weitere 25 Spiele angeboten wurde, lehnte er ab und entschied sich für einen Wechsel nach Europa zum EC Red Bull Salzburg. Die Spielzeit 2009/10 begann er bei den Kalamazoo Wings in der ECHL.
Ab dem 1. Februar 2010 stand Bootland bei den Vienna Capitals unter Vertrag, bevor er im Sommer nach Nordamerika zurückkehrte und im September 2010 von den Odessa Jackalopes aus der Central Hockey League verpflichtet wurde. Nach einem erneuten Engagement bei den Kalamazoo Wings aus der ECHL kehrte der Kanadier im Juli 2012 in die Central Hockey League zurück und unterzeichnete einen Kontrakt bei den Allen Americans. Nachdem er dort mit dem Team in zwei aufeinanderfolgenden Jahren den Ray Miron President’s Cup gewonnen hatte, kehrte er 2014 in die ECHL zurück und unterschrieb zunächst einen Ein-Jahres-Vertrag bei den Colorado Eagles. 2017 gewann er mit den Eagels den Kelly Cup. Am 21. September 2017 unterzeichnete Bootland als Free Agent einen Vertrag bei den Orlando Solar Bears. Nach 21 absolvierten Spielen wurde sein Vertrag am 13. März 2018 verletzungsbedingt aufgekündigt.

## Erfolge und Auszeichnungen
| - 2002 OHL Plus/Minus-Award - 2002 CHL Plus/Minus Award - 2013 Ray-Miron-President’s-Cup-Gewinn mit den Allen Americans | - 2014 Ray-Miron-President’s-Cup-Gewinn mit den Allen Americans - 2017 Kelly-Cup-Gewinn mit den Colorado Eagles |

## Karrierestatistik
Stand: Ende der Saison 2017/18
(Legende zur Spielerstatistik: Sp oder GP = absolvierte Spiele; T oder G = erzielte Tore; V oder A = erzielte Assists; Pkt oder Pts = erzielte Scorerpunkte; SM oder PIM = erhaltene Strafminuten; +/− = Plus/Minus-Bilanz; PP = erzielte Überzahltore; SH = erzielte Unterzahltore; GW = erzielte Siegtore; 1 Play-downs/Relegation; Kursiv: Statistik nicht vollständig)